# Satanoperca pappaterra
Satanoperca pappaterra es una especie de peces de la familia Cichlidae en el orden de los Perciformes.

## Morfología
Los machos pueden llegar alcanzar los 17,4 cm de longitud total.

## Distribución geográfica
Se encuentran en Sudamérica: cuencas del río Amazonas en Brasil y Bolivia, y  Paraná en Brasil y norte del Paraguay.